# Spyridon Marinatos

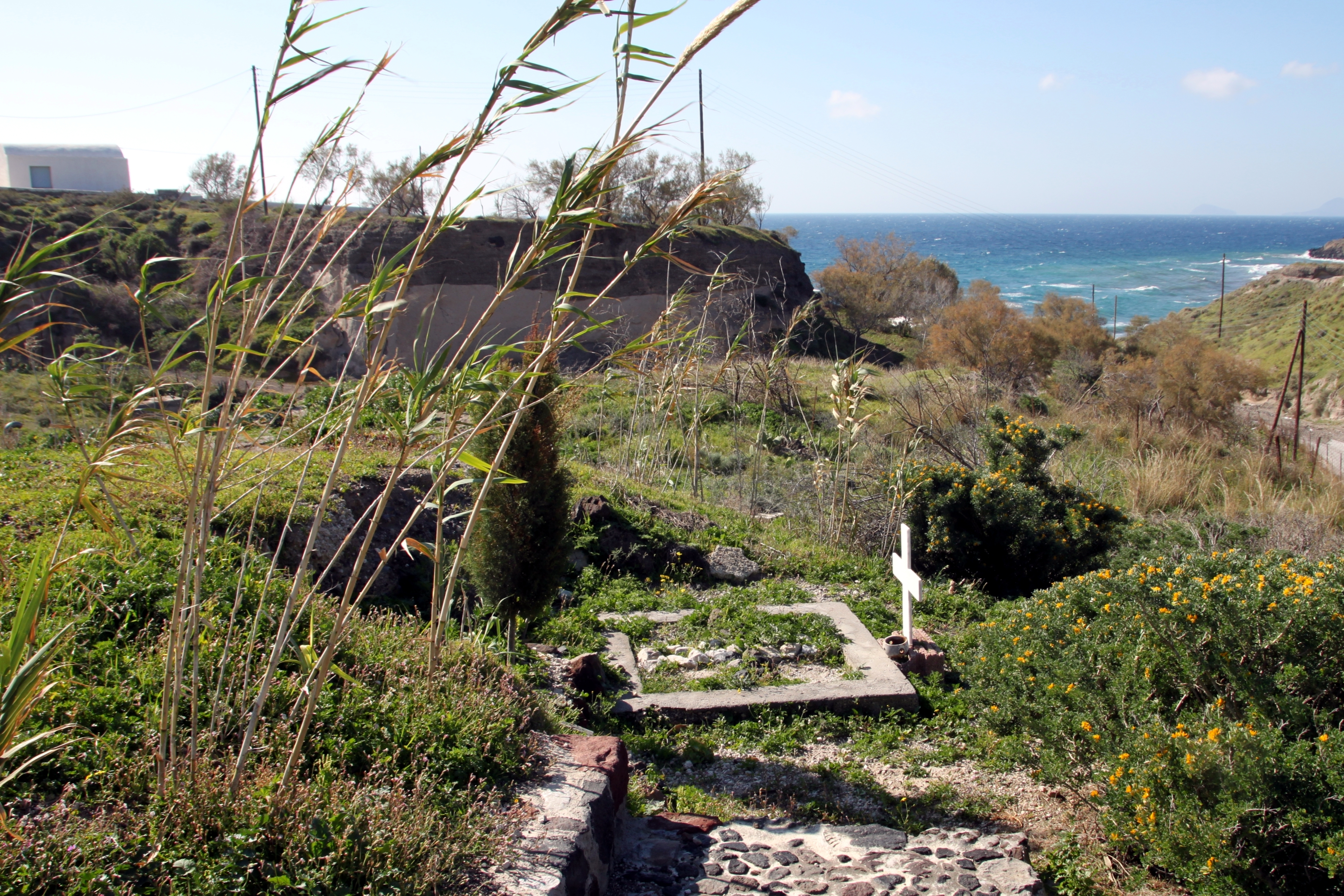
Das Grab von Spyridon Marinatos an der Ausgrabungsstätte von Akrotiri auf der Insel Santorin

Spyridon Nikolaou Marinatos (griechisch Σπυρίδων Νικολάου Μαρινάτος, * 4. November 1901 in Lixouri; † 1. Oktober 1974 auf Santorin) war ein griechischer Klassischer Archäologe. 1955 wurde er ordentliches Mitglied der Akademie von Athen und 1971 ihr Präsident.

## Leben
Spyridon Marinatos entdeckte 1967 die minoische Stadt Akrotiri auf der Insel Santorin. Die bronzezeitliche Stadt wurde bei der sogenannten Minoischen Eruption vom Vulkan der Insel verschüttet. Marinatos sah in der Eruption die Ursache für den Untergang der Minoischen Kultur. Der genaue Zeitpunkt des Vulkanausbruchs ist heute immer noch strittig, erwiesenermaßen führte er jedoch nicht unmittelbar zum Untergang der Minoischen Kultur. Marinatos glaubte, im Vulkanausbruch und dem Untergang der minoischen Kultur den historischen Kern von Platons Atlantis-Erzählung gefunden zu haben. Er kam beim Einsturz einer freigelegten Mauer bei den Ausgrabungen in Akrotiri ums Leben. Dort liegt er auch begraben und ein Gedenkstein erinnert an ihn.
Die von ihm entdeckten Wandmalereien Akrotiris sind teilweise im Archäologischen Nationalmuseum in Athen, teilweise auf der Insel selbst in einem neu erbauten Museum zu sehen. Die Ausgrabungen wurden mit Unterbrechungen über 40 Jahre bis heute fortgeführt, seit Marinatos Tod unter der Leitung seines damaligen Assistenten Christos Doumas.
Er war korrespondierendes Mitglied der Heidelberger Akademie der Wissenschaften.

## Veröffentlichungen
- Kreta und das mykenische Hellas. Hirmer, München 1959 (2. Aufl. 1973).
- Some words about the legend of Atlantis. 2. Aufl. Papachysanthou, Athens 1972.

- Excavations at Thera. First Preliminary Report (1967 Season), Vivliothēke tēs en Athēnais Archaiologikēs Hetaireias (Βιβλιοθήκη της εν Αθήναις Αρχαιολογικής Εταιρείας), Athen 1968.
- Anaskaphai Messēnias 1952 - 1966. Hē en Athēnais Archaiologikē Hetaireia, Athēnai 2014, ISBN 978-618-5047-12-2.